# Brezinky
Brezinky je chráněný areál v oblasti NAPANT.
Nachází se v katastrálním území obcí Šumiac a Telgárt v okrese Brezno v Banskobystrickém kraji. Území bylo vyhlášeno či novelizováno v roce 2007 na rozloze 8,6910 ha. Ochranné pásmo nebylo stanoveno.